# Craig Dowd
Craig William Dowd (Auckland, 26 ottobre 1969) è un ex rugbista a 15 e allenatore di rugby a 15 neozelandese, in carriera pilone di Blues e London Wasps nonché finalista alla Coppa del Mondo di rugby 1995 nelle file degli All Blacks.

## Biografia
Esordì nella provincia rugbistica di Auckland nel 1991, divenendo titolare fisso nel 1993; con tale formazione si aggiudicò cinque campionati nazionali.
Nel 1993 esordì negli All Blacks contro i British Lions in tour in Nuova Zelanda, e prese parte alla successiva Coppa del Mondo di rugby 1995 giungendo fino alla finale persa contro i padroni di casa del Sudafrica.
Nel 1995, con l'avvento del professionismo, entrò a far parte della franchise di Auckland dei Blues, con i quali vinse i primi due titoli del Super Rugby, nel 1996 e 1997.
Prese, ancora, parte alla Coppa del Mondo di rugby 1999, per terminare un anno più tardi la sua carriera internazionale.
Nel 2001 si trasferì in Inghilterra ai London Wasps, inizialmente per un biennale, successivamente prolungato fino al 2005; benché ancora formalmente giocatore, di fatto non scese più in campo da tale data, e nei successivi rinnovi fu l'assistente del tecnico Warren Gatland.
Rimase in Inghilterra fino al 2008, poi tornò in Nuova Zelanda per assumere la guida tecnica del North Harbour in coppia con il collega Jeff Wilson; i due furono però esonerati dopo due stagioni non ritenute soddisfacenti.

## Palmarès
- Super Rugby: 2
Auckland: 1996, 1997
- National Provincial Championship: 5
Auckland: 1993, 1994, 1995, 1996, 1999
- Premiership: 3
2002-03, 2003-04, 2004-05
- Heineken Cup: 1
2003-04
- Challenge Cup: 1
2002-03